# ألبيرشاليورن
ألبيرشاليورن (بالإنجليزية: Alperschällihorn) هو أحد جبال سلسلة جبال الألب ليبونتيني ويقع في كانتون غراوبوندن في سويسرا. يحتل المرتبة رقم 199 في قائمة جبال سويسرا من حيث الارتفاع، إذ يبلغ ارتفاعه حوالي 3039 متر، بينما يبلغ ارتفاع نتوء الجبل 425 متر، هذا وقد سجل أول وصول لقمة الجبل عام 1893.